# Distretto di Yamamoto
Il distretto di Yamamoto (山本郡, Yamamoto-gun?) è uno dei distretti della prefettura di Akita, in Giappone.
Attualmente fanno parte del distretto i comuni di Fujisato, Happō e Mitane.
| Controllo di autorità | VIAF (EN) 134876664 · LCCN (EN) n81061852 · J9U (EN, HE) 987007564579005171 · NDL (EN, JA) 00635787 |